# Самерфилд (Илиноис)
Самерфилд (енгл. Summerfield) град је у америчкој савезној држави Илиноис.

## Демографија
По попису из 2010. године број становника је 451, што је 21 (-4,4%) становника мање него 2000. године.
| Група             | 2000.       | 2010.       |
| Белци             | 450 (95,3%) | 420 (93,1%) |
| Афроамериканци    | 6 (1,3%)    | 14 (3,1%)   |
| Азијати           | 1 (0,2%)    | 3 (0,7%)    |
| Хиспаноамериканци | 10 (2,1%)   | 4 (0,9%)    |
| Укупно            | 472         | 451         |